# Glympis reversalis
Glympis reversalis là một loài bướm đêm trong họ Erebidae.